# John Macarthur (Politiker)

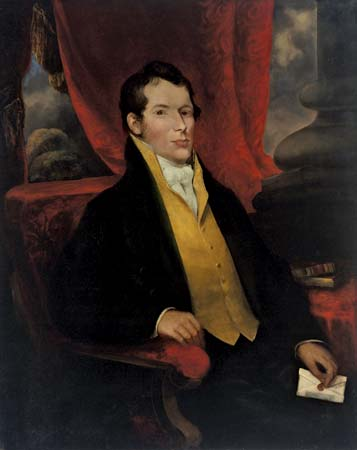
Porträt von John Macarthur

John Macarthur (* um 1767 in Plymouth; † 11. April 1834 in Camden) war ein britischer Armeeoffizier, Unternehmer, Großgrundbesitzer und Politiker, der bei der Gründung der Kolonie New South Wales eine äußerst einflussreiche Rolle spielte. An der Vorbereitung und Organisation einer Rebellion gegen Gouverneur William Bligh, der Rum-Rebellion von 1808, war er maßgeblich beteiligt. Er und seine Frau Elizabeth waren Pioniere der Merinolangwollschaf-Zucht in Australien.

## Herkunft und Ausbildung
John Macarthur wurde 1767 in Stoke Damerel bei Plymouth, England, als zweiter Sohn von Alexander Macarthur und seiner Frau Katharine geboren, die 14 gemeinsame Kinder hatten. Sein Geburtsdatum ist nicht bekannt, aber seine Taufe wurde am 3. September 1767 registriert. Sein Vater war nach dem Jakobitenaufstand von 1745 aus Schottland auf die Westindischen Inseln geflohen, kehrte jedoch nach Plymouth zurück und war dort als Leinentuchmacher und Kaufmann tätig.
John Macarthur wurde 1782 als Fähnrich in das Fish's Corps aufgenommen, ein Regiment der britischen Armee, das für den amerikanischen Unabhängigkeitskrieg aufgestellt worden war. Das Regiment wurde jedoch noch bevor es verschifft werden konnte 1783 aufgelöst, da der Krieg zu Ende war. Macarthur lebte zunächst bei halber Bezahlung auf einem Bauernhof in der Nähe von Holsworthy in Devon, wo er sich für „ländliche Berufe“ interessierte und eine juristische Laufbahn in Erwägung zog. Im April 1788 kehrte er jedoch in den voll bezahlten Armeedienst zurück und erhielt eine Anstellung als Fähnrich im 68. Regiment of Foot (Infanterie), das in Gibraltar stationiert war. Im Oktober 1788 heiratete er Elizabeth Veale aus Bridgerule bei Holsworthy, das Paar hatte acht Kinder.

## Sträflingskolonie Australien

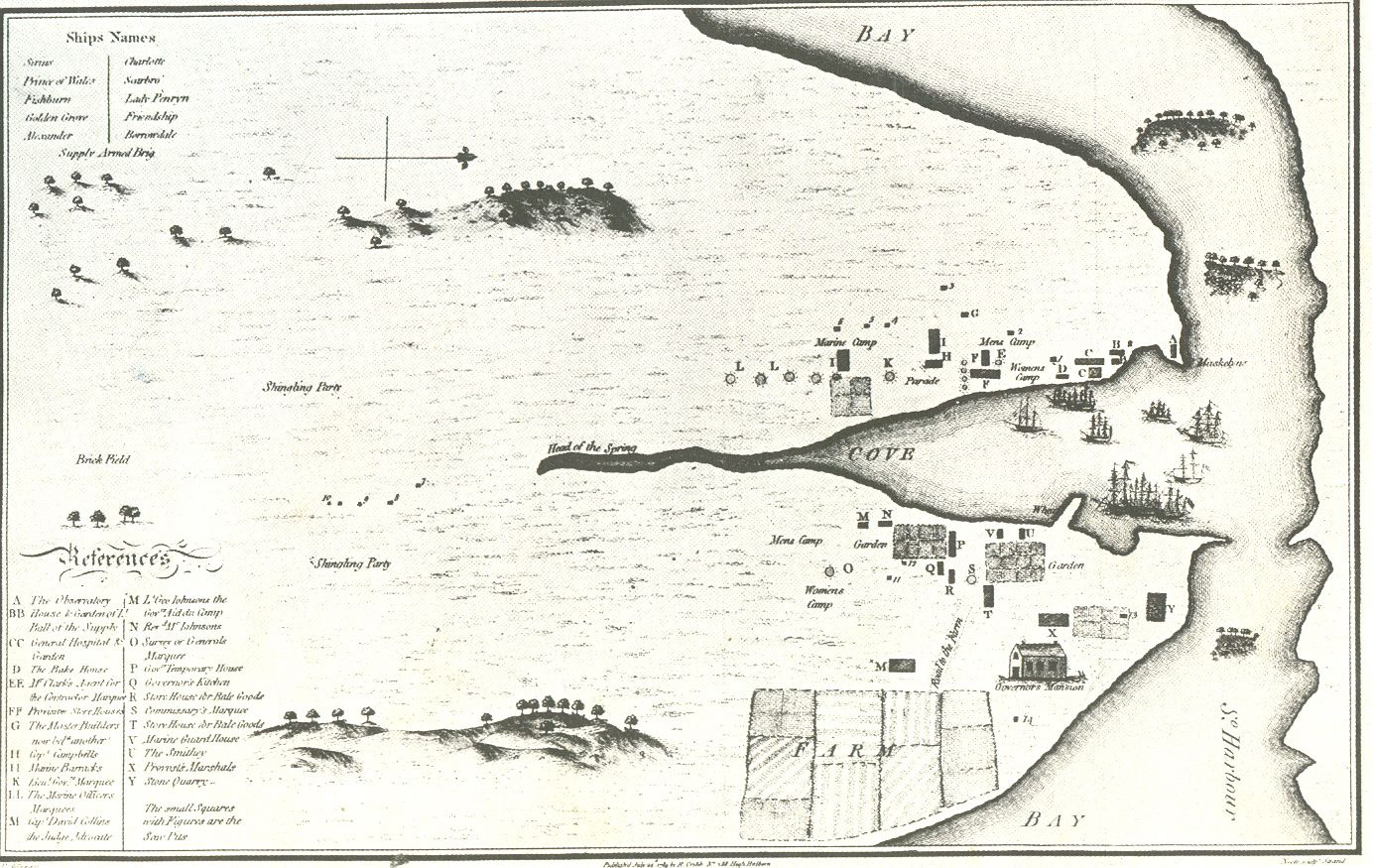
Karte aus dem Jahre 1789 der ersten Sträflingskolonie Australiens am Port Jackson, dem natürlichen Hafen des späteren Sydney, gezeichnet von einem Sträfling.

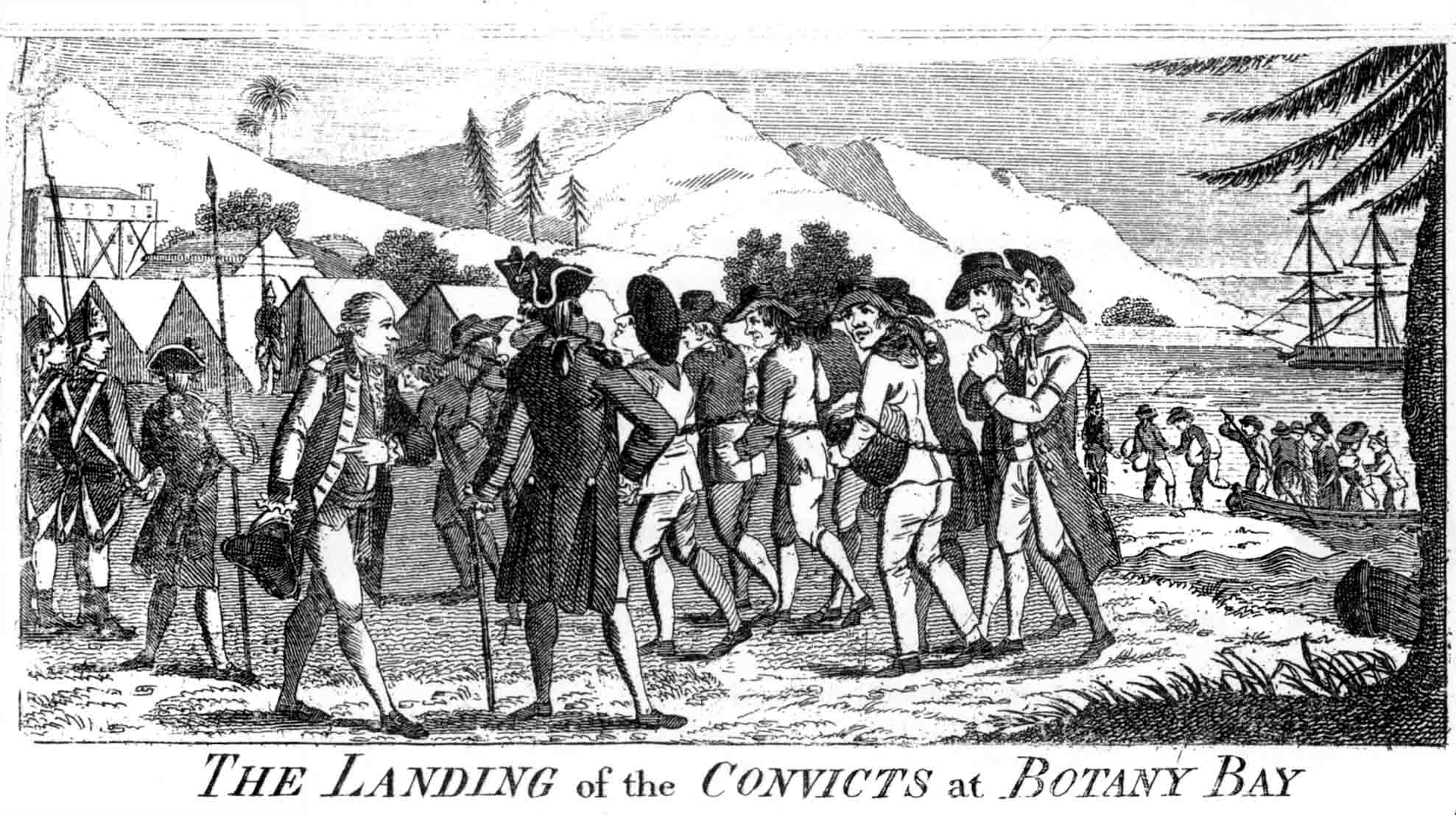
Ankunft von Sträflingen 1789 in der Botany Bay

1789 trat er als Leutnant zum New South Wales Corps über, einem Regiment, das für den kürzlich gegründeten Sträflingsaußenposten Sydney aufgestellt worden war, und segelte mit Frau und Sohn nach einem Duell mit Kapitän Gilbert mit der Second Fleet zunächst auf der Neptune Richtung New South Wales. Er erreichte 1790 Port Jackson jedoch auf einem anderen Schiff der Flotte, wurde Kommandant von Parramatta und bekam die Verantwortung über sechzig  Soldaten. Er wurde zu einer wichtigen Person des Handelskartells, das das NSW Corps unter dem Gouverneur von New South Wales, Major Francis Grose über die in die Hafenkolonie eingeführten Waren und insbesondere über das Monopol für den Schnapshandel aufbaute. Als erste Maßnahme hob Grose die gleiche Verteilung der Essensrationen, die Phillip angeordnet hatte, auf und jedes Mitglied des New South Corps konnte, wenn er wollte, 20 Acres Land erhalten. Macarthur erhielt von Major Grose Land bei Rose Hill nahe Parramatta und im April 1794 eine Zusage für weiteres Land, das er nach seiner Frau Elizabeth-Farm benannte; dort baute er Weizen an und züchtete Schafe. Alle ankommenden Güter im Hafen wurden vom NSW Corps konfisziert und verteilt. Mangels Münzen wurde Rum vom NSW Corps als Währung eingesetzt. 1793 brachte das amerikanische Handelsschiff Hope 7.300 Gallonen Rum nach New South Wales. Als Folge der Missstände besaß im Jahr 1799 Macarthur zusammen mit weiteren Offizieren über 33 % der vorhandener Rinder, 40 % der Ziegen, 59 % der Pferde und 77 % der Schafe und sie hatten das notwendige Vermögen, Großgrundbesitz auf den fruchtbaren Ebenen des Hawkesbury Rivers im Nordwesten von Sydney zu erwerben. Grose ernannte Macarthur zum Zahlmeister des Corps. Macarthur exportierte Wolle und importierte Merino-Wolle, später begann er eine eigene Zucht von Merinolangwollschafen. Das Land um Sydney, das er besaß, war hierfür besonders geeignet.

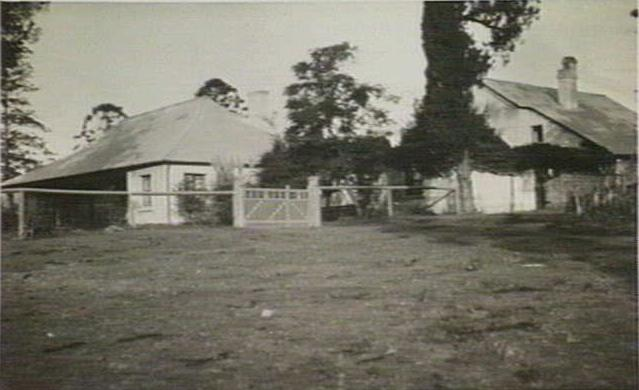
Elizabeth-Farm

1795 übernahm Governor Hunter das Kommando über die Kolonie und löste damit die vorübergehende Militäroligarchie der Offiziere des „Rum Corps“ ab. Hunter leitete einen Reformprozess ein, indem er die militärischen und zivilen Funktionen versuchte zu trennen, was dazu führte, dass Macarthur gezwungen war, von seinem Posten als Inspektor für öffentliche Arbeiten zurückzutreten. Im Juli 1801 hob Philip Gidley King eine Haftstrafe gegen den Marineleutnant James Marshall auf, der von einem mit Offizieren des „Rum Corps“ besetzten Gericht wegen eines Angriffs auf Macarthur verurteilt worden war. Daraufhin versuchte Macarthur die Offiziere des „Rum Corps“ zu einem Boykott von Gouverneur King und Macarthurs Vorgesetzten, Offizier William Paterson, zu bewegen. Daraufhin forderte Paterson Macarthur zum Duell, bei dem Paterson an der Schulter verletzt wurde.

## Macarthur in England
Zwischen 1801 und 1805 lebte Macarthur in England, wo er vor ein Kriegsgericht gestellt wurde, nachdem er seinen Vorgesetzten in einem Duell verwundet hatte. Während dieser Zeit leitete Elizabeth Macarthur die Familiengüter in Parramatta, Camden, Seven Hills und Pennant Hills. Dazu gehörten die Führung der Haushalts- und Geschäftsbücher, die Beschäftigung von Sträflingsarbeitern, die Überwachung des Waschens, Ballens und Transportierens der Wolle sowie die Auswahl von Schafböcken für die Zucht zur Verbesserung der Wollqualität.
1805 kam Macarthur zurück, erwarb 20 Quadratkilometer Land, das mit Wasser des Nepean River optimal versorgt wurde, und züchtete Rinder. Um dieses Land gab es Streit zwischen ihm und Gouverneur King und später mit William Bligh, weil sie die Verwendung dieses Landes in ihrer Stadtplanung anderweitig vorsahen. Macarthur wurde in der Auseinandersetzung vor dem Colonial Office von Lord Camden Recht zugesprochen. Nach Camden ist ein Park benannt.
Bligh wurde mit Unterstützung von Sir Joseph Banks zum Gouverneur ernannt; er sollte vorrangig gegen den illegalen Handel von Spirituosen angehen, der von dem Corps organisiert wurde und sich zu einer Währung in der Kolonie New South Wales entwickelt hatte. Macarthur und Thomas Jamison waren die entscheidenden Personen dieses illegalen Handels und Bligh entließ Jamison aus der öffentlichen Verwaltung wegen privater und illegaler Geschäfte.
Im Juni 1807 flüchtete ein Sträfling und verließ Sydney auf einem von Macarthurs Schiffen und im Dezember 1807, als dieses Schiff nach Sydney zurückkam, wurde Macarthur die Schifffahrtsgenehmigung von Bligh entzogen. Bligh hatte den Rechtsanwalt Richard Atkins mit der Ausfertigung eines Widerrufs der Schifffahrtsgenehmigung Macarthurs für den 15. Dezember 1807 beauftragt. Macarthur missachtete diese Anordnung und wurde arrestiert, kam aber frei, als er sein Erscheinen auf der nächsten Sitzung vor dem Kriminalgericht in Sydney am 25. Januar 1808 zusicherte. Als er nicht zum Gerichtstermin erschien, ließ ihn Bligh verhaften.

## The Rum Rebellion 1808
In der Folge dieser Verhaftung entwickelte sich die sogenannte Rum Rebellion. Major George Johnston gab den Befehl Macarthur freizulassen. Eine Unterschriftenliste prominenter Bürger Sydney mit der Aufforderung Bligh zu verhaften wurde organisiert, um ihn durch die Kolonie anzuklagen. Johnston ging zu Bligh und appellierte an ihn zurückzutreten und sich freiwillig in Arrest zu begeben. Bligh weigerte sich, daraufhin marschierte das Corps ans Government House und verhaftete Bligh, der anschließend im Government House arrestiert wurde. Danach wurde Macarthur zunächst Colonial-Secretary, musste dann jedoch vor das Kriegsgericht nach England. Auf der Schiffsreise nach London gingen bezeichnenderweise die schriftlichen Beweise für das Kriegsgerichtsverfahren verloren.

## Macarthur in England
Macarthur reiste 1808 nach England, um einem Haftbefehl wegen seiner Rolle in der Rum-Rebellion zu entgehen. In England wurde er wegen Meuterei zwar angeklagt, es wurde jedoch festgestellt, dass er nicht mehr dem Militär angehöre und daher nicht vor ein Kriegsgericht gestellt werden könne. Er wurde zwar freigesprochen, konnte aber nicht nach Neusüdwales zurückkehren, da der neue Gouverneur dort, Lachlan Macquarie, immer noch den Befehl hatte, ihn zu verhaften. Macquarie übernahm 1810 das Kommando mit dem Ziel, die Vetternwirtschaft und Korruption in der Kolonie zu reformieren. Er ließ daher das „Rum Corps“ durch ein eigenes Soldatenregiment ersetzen. Macarthur weigerte sich, die Bedingungen für seine Rückkehr nach New South Wales zu akzeptieren, die darin bestanden, dass er sein Fehlverhalten eingestand und versprach, sich gut zu benehmen. Er hielt es für sicherer, in England zu bleiben, wo er bis 1817 blieb. Seine Frau Elizabeth führte derweil die Geschäfte weiter. Sie steigerte die Qualität und Quantität ihrer Merinowollexporte nach England, wo hingegen die Handelsgeschäfte ihres Mannes mit Sandelholz, Walfang, Robbenjagd und anderen Waren so schlecht liefen, dass er sich erheblich verschuldete.

## Lebensabend und Tod

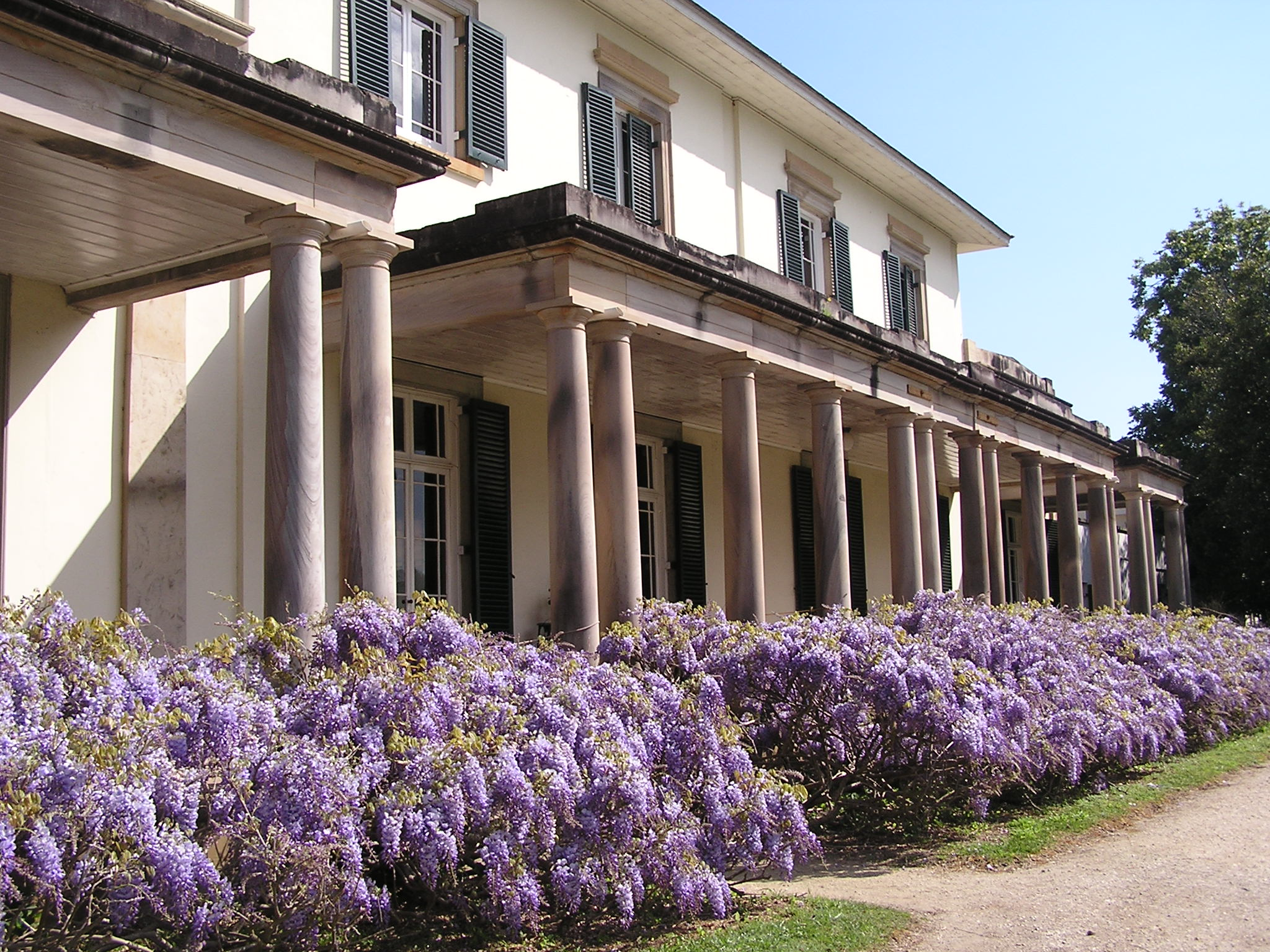
Das Camden Park House von John Macarthur im Camden Park, gebaut von John Verge von 1832–1835

Ab 1817 lebte Macarthur auf Elizabeth-Farm und befasste sich ausschließlich mit der Landwirtschaft. Wolle wurde durch den Boykott während der Napoleonischen Kriege zu einem begehrten und teuren Artikel und seine Geschäfte prosperierten. Er züchtete Pferde und war der erste, der in Australien kommerziell Wein anbaute. Ferner war er der Gründer einer Australian Agricultural Company in London 1824 und der Bank of Australia. 1825 ließ er sich auf einer Wahl zum ersten NSW Legislative Council aufstellen. Die Söhne Edward (1789–1872), John (1794–1831), James (1798–1867) und William (1800–1882) leisteten wertvolle Beiträge zur Kolonialverwaltung, Landwirtschaft, Politik und zum Handel. Der Tod seines Sohnes John im Jahr 1831 vergrämte ihn sehr. Ende 1832 verschlechterte sich sein Gesundheitszustand. Elizabeth führte das Familienunternehmen während der Unzurechnungsfähigkeit (Melancholie und Paranoia) ihres Mannes und nach seinem Tod mit großem Erfolg weiter. Er verstarb in Camden im Jahre 1834. Zwei Söhne waren vor ihm verstorben. Elizabeth verstarb im Jahr 1850. Der Großteil des Nachlasses der Macarthurs ging über die Brüder William, James und Edward an James‘ einziges Kind, Tochter Elizabeth (1840–1911), die 1867 Arthur Onslow (1833–1882) heiratete.

## Ehrungen

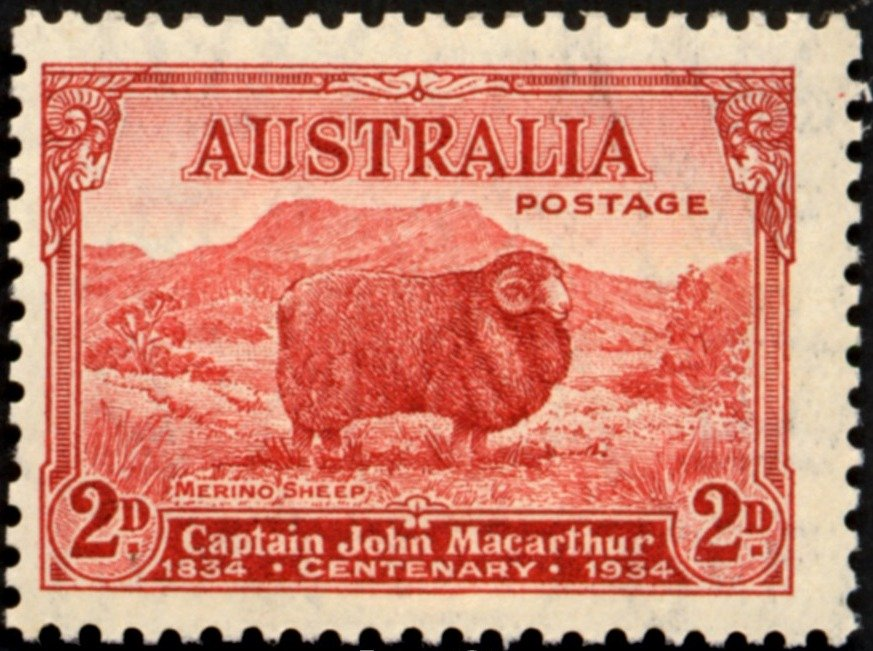
Briefmarke zu Ehren von Macarthur aus dem Jahre 1934

Zur Erinnerung an seine Leistungen für die australische Landwirtschaft wurde Macarthur mit einer Briefmarke geehrt, die anlässlich seines 100. Todestages herausgegeben wurde und ein Merino-Schaf zeigt. Des Weiteren wird er auf einer 2-Dollar-Note Australiens dargestellt. Nach ihm bzw. auch seiner Frau, die als erste akademisch ausgebildete Frau nach Australien kam, sind benannt: Die Division of Macarthur, ein Wahlbezirk im Süden von Campbelltown, die Macarthur-Region, die den Campbelltown, Camden und den Wollandilly Shire umfasst. Des Weiteren gibt eine Stadt Macarther im Western District in Victoria. Straßennamen finden sich beispielsweise in Sydney in Darling Harbour und in Melbourne und eine Schule in Ballarat ist nach ihm benannt.